# Curtis Tomasevicz
Curtis Tomasevicz (Shelby (Nebraska), 17 september 1980) is een Amerikaans voormalig bobsleeremmer. Tomasevicz was als remmer onderdeel van de bob van  Steven Holcomb. Samen wonnen ze in 2010 olympisch goud in de viermansbob tijdens de spelen van Vancouver. Vier jaar later in Sotsji moest Tomasevicz genoegen nemen met de zilveren medaille. Tomasevicz werd ook nog tweemaal wereldkampioen in de viermansbob.

## Resultaten

### Olympische Winterspelen
| Jaar | Plaats    | Resultaten                               |
| ---- | --------- | ---------------------------------------- |
| 2006 | Turijn    | 6e viermansbob                           |
| 2010 | Vancouver | 6e in de tweemansbob · in de viermansbob |
| 2014 | Sotsji    | in de viermansbob                        |

### Wereldkampioenschappen
| Jaar | Plaats       | Resultaten                                |
| ---- | ------------ | ----------------------------------------- |
| 2007 | Sankt Moritz | 4e in de tweemansbob 4e in de viermansbob |
| 2008 | Altenberg    | 10e in de tweemansbob · in de estafette   |
| 2009 | Lake Placid  | in de tweemansbob · in de viermansbob     |
| 2011 | Königssee    | in de viermansbob · 9e in de estafette    |
| 2012 | Lake Placid  | in de viermansbob                         |
| 2013 | Sankt Moritz | in de viermansbob · in de estafette       |

1924: Scherrer / Neveu / A.Schläppi / H.Schläppi ·
1928: Fiske / Tucker / Mason / Gray / Parke ·
1932: Fiske / Eagan / Gray / O'Brien ·
1936: Musy / Gartmann / Bouvier / Beerli ·
1948: Tyler / Martin / Rimkus / D'Amico ·
1952: Ostler / Kuhn / Nieberl / Kemser ·
1956: Kapus / Diener / Alt / Angst ·
1964: V.Emery / Kirby / Anakin / J.Emery ·
1968: Monti / De Paolis / Zandonella / Armano ·
1972: Wicki / Leutenegger / Camichel / Hubacher ·
1976: Nehmer / Babock / Germeshausen / Lehmann ·
1980: Nehmer / Musiol / Germeshausen / Gerhardt ·
1984: Hoppe / Wetzig / Schauerhammer / Kirchner ·
1988: Fasser / Meier / Fässler / Stocker ·
1992: Appelt / Schroll / Winkler / Haidacher ·
1994: Czudaj / Brannasch / Hampel / Szelig ·
1998: Langen / Zimmermann / Jakobs / Hampel ·
2002: Lange / Kühn / Kuske / Embach ·
2006: Lange / Hoppe / Kuske / Putze ·
2010: Holcomb / Mesler / Tomasevicz / Olsen ·
2014: Melbārdis / Dreiškens / Vilkaste / Strenga  ·
2018: Friedrich / Bauer / Grothkopp / Margis   ·
2022: Friedrich / Margis / Bauer / Schüller